# Sulz AG
| AG ist das Kürzel für den Kanton Aargau in der Schweiz. Es wird verwendet, um Verwechslungen mit anderen Einträgen des Namens Sulz zu vermeiden. |

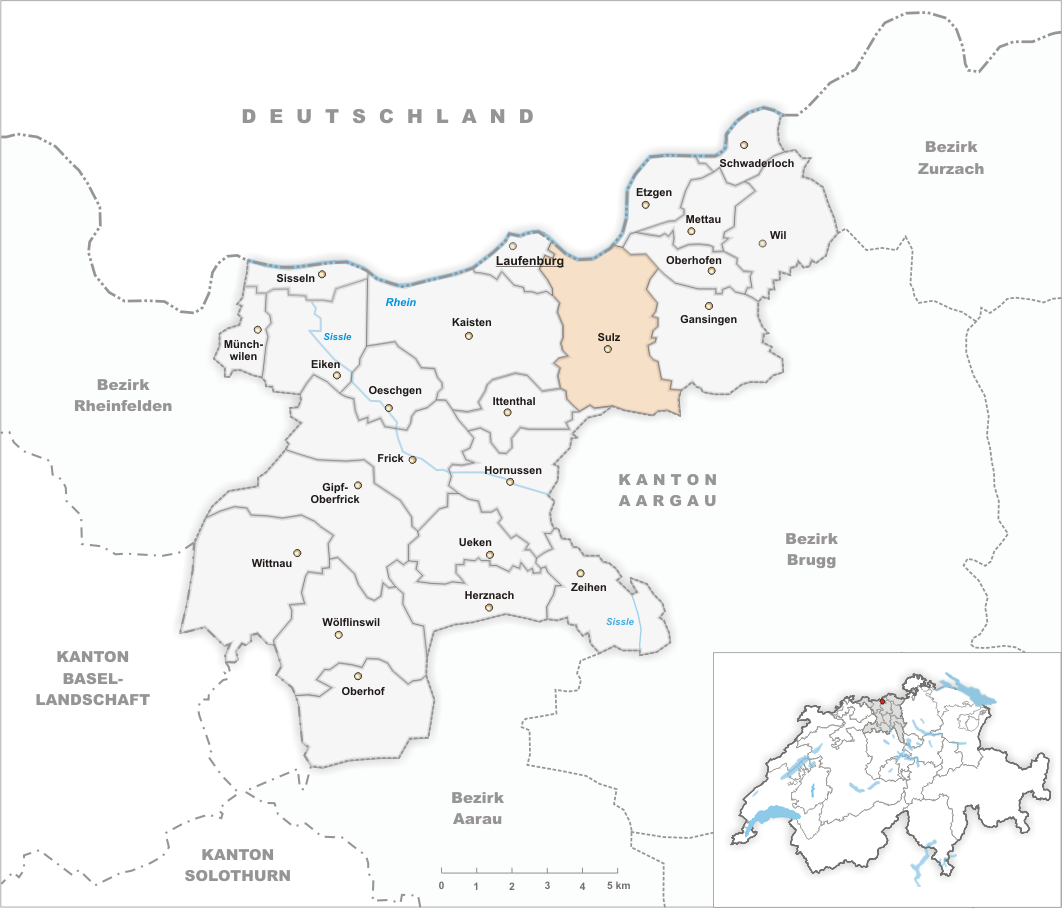
Gemeindestand vor der Fusion am 1. Januar 2010

Sulz (schweizerdeutsch: sʊlts) ist ein Dorf im Bezirk Laufenburg des Schweizer Kantons Aargau. Es liegt am Hochrhein an der Grenze zu Deutschland, im Nordosten der Region Fricktal. Sulz war einst eine eigenständige Einwohnergemeinde und ist seit 2010 Teil der Gemeinde Laufenburg.

## Geographie
Die Gemeinde umfasste das über fünf Kilometer lange Tal des Sulzerbachs. Das schmale, von Süden nach Norden verlaufende Tal befindet sich im Gebiet des Tafeljuras und ist auf beiden Seiten von Bergen umgeben, die im unteren Talbereich steile Flanken haben und kleine Hochebenen bilden. Im Westen wird das Tal durch die Ebni (504 m ü. M.) und den Schinberg (692 m ü. M.) begrenzt, im Osten durch den Gugeli (605 m ü. M.) und den Cheisacher (685 m ü. M.). Den südlichen Abschluss bildet der Berg March (625 m ü. M.). Über diese Anhöhe und den östlich davon liegenden Bergpass Ampferehöchi (579 m ü. M.) verläuft die Wasserscheide zwischen dem Einzugsgebiet des Sulzerbachs im Norden und jenem der Aare im Süden.
Wo sich das Tal etwas weitet, befinden sich Siedlungen. Ganz im Norden, an der Mündung des Sulzerbachs in den Rhein, liegt Rheinsulz (307 m ü. M.); es folgen in Richtung Süden Leidikon (338 m ü. M.), Roos (351 m ü. M.), Bütz (360 m ü. M.), Mittelsulz (381 m ü. M.) und Obersulz (400 m ü. M.). Südöstlich von Obersulz liegt das Tal mit dem Oberlauf des Sulzerbachs. Der Weiler Sulzerberg (510 m ü. M.) liegt auf einer Anhöhe westlich von Mittelsulz, der grössten Ortschaft des Tals.
Die Fläche des ehemaligen Gemeindegebiets betrug 1221 Hektaren. Der höchste Punkt lag auf 692 Metern auf dem Schinberg, der tiefste auf 300 Metern am Rhein. Vor dem Anschluss an Laufenburg grenzte Sulz an die Nachbargemeinden Etzgen und Oberhofen im Nordosten, Gansingen im Osten, Mönthal im Südosten, Elfingen im Süden, Hornussen und Ittenthal im Südwesten, Kaisten im Westen und Laufenburg im Nordwesten. Sulz grenzte im Norden an die deutsche Gemeinde Laufenburg (Baden). 2010 gingen die Gemeinden Etzgen und Oberhofen in der neuen grösseren Gemeinde Mettauertal auf, und Elfingen ist seit 2022 Teil der neu gebildeten grösseren Gemeinde Böztal.

## Geschichte
Die erste urkundliche Erwähnung von Sulze erfolgte im Jahr 1260. Der Name ist vom althochdeutschen ze Sulzu abgeleitet und bedeutet «beim Salzloch». Das Sulztal gehörte zum ältesten Besitz des adligen Damenstifts Säckingen und war ein Dinghof des Klosters. Rheinsulz hingegen war Teil des Dinghofes Mettau. Das Kloster stellte sich 1173 unter den Schutz der Habsburger. Ab 1232 war die Gegend um Laufenburg im Besitz der jüngeren Linie Habsburg-Laufenburg, fiel dann jedoch 1386 an die ältere Linie zurück. Die Habsburger verpfändeten nach dem Waldshuterkrieg von 1468 das gesamte Fricktal an Burgund. Als die Burgunder von den Eidgenossen während der Burgunderkriege vernichtend geschlagen worden waren, kam das Sulztal 1477 wieder unter österreichische Herrschaft.
Nach der Reichsreform des römisch-deutschen Kaisers Maximilian I. im Jahr 1491 gehörte das Sulztal zu Vorderösterreich und war Teil der Kameralherrschaft Laufenburg (ab 1752 im Oberamt Breisgau). Im 17. Jahrhundert gab es kaum längere Friedenszeiten. Der Rappenkrieg, ein Bauernaufstand, dauerte von 1612 bis 1614. Der Dreissigjährige Krieg, der zwischen 1633 und 1638 auch das Fricktal erfasste, warf das Dorf in seiner wirtschaftlichen Entwicklung zurück. Auch während des Pfälzischen Erbfolgekriegs (1688–1697) zogen fremde Truppen durch die Region.
1797 war das Fricktal nach dem Frieden von Campo Formio ein französisches Protektorat geworden. Während des Zweiten Koalitionskriegs verlief hier die Frontlinie zwischen den Armeen Frankreichs und Österreichs. Am 20. Februar 1802 wurde Sulz eine Gemeinde im Distrikt Laufenburg des Kantons Fricktal, der sich im August der Helvetischen Republik anschloss; damit war Sulz schweizerisch geworden. Seit dem 19. März 1803 gehört Sulz zum Kanton Aargau. Damals erfolgte auch die Vereinigung von Rheinsulz mit den übrigen Dörfern des Tals zu einer einzigen Gemeinde.
Sulz war eine arme Gemeinde, weshalb viele Einwohner ihre Heimat verliessen. Allein 1853/54 wanderten 116 Personen nach Nordamerika aus, was zehn Prozent der damaligen Bevölkerung entsprach. Am 1. August 1892 wurde in Rheinsulz ein Bahnhof an der Bahnstrecke Koblenz–Stein-Säckingen eröffnet, was die Ansiedlung kleinerer Industriebetriebe nach sich zog. Dennoch blieb Sulz bis weit ins 20. Jahrhundert hinein überwiegend landwirtschaftlich geprägt. Die Einwohnerzahl stagnierte jahrzehntelang und nimmt erst seit Beginn der 1990er Jahre wieder leicht zu. Per 1. Januar 2010 fusionierte Sulz mit der Gemeinde Laufenburg. Der entsprechende Beschluss der Gemeindeversammlung wurde am 30. November 2008 an der Urne bestätigt, die Entscheidung fiel mit 58 % Ja-Stimmen eher knapp aus.

## Wappen
Die Blasonierung des ehemaligen Gemeinde- und heutigen Talwappens lautet: «In Rot schwarzer, mit weissem S und weissen Reifen belegter Salzbottich, beseitet von zwei sechsstrahligen weissen Sternen.» Um 1930 kaufte die Gemeinde von einem dubiosen Wappenforscher eine in heraldischer Hinsicht ungenügende Wappenzeichnung. Es zeigte auf einem Rot und Gelb gespaltenen Schild einen Salzsack auf der Teilungslinie, beseitet von zwei freischwebenden Tannen. Auf Anraten der kantonalen Wappenkommission führte der Gemeinderat 1965 das heute noch verwendete Motiv ein. Der Salzbottich weist darauf hin, dass im Ortsteil Bütz früher Salz gewonnen wurde.

## Bevölkerung

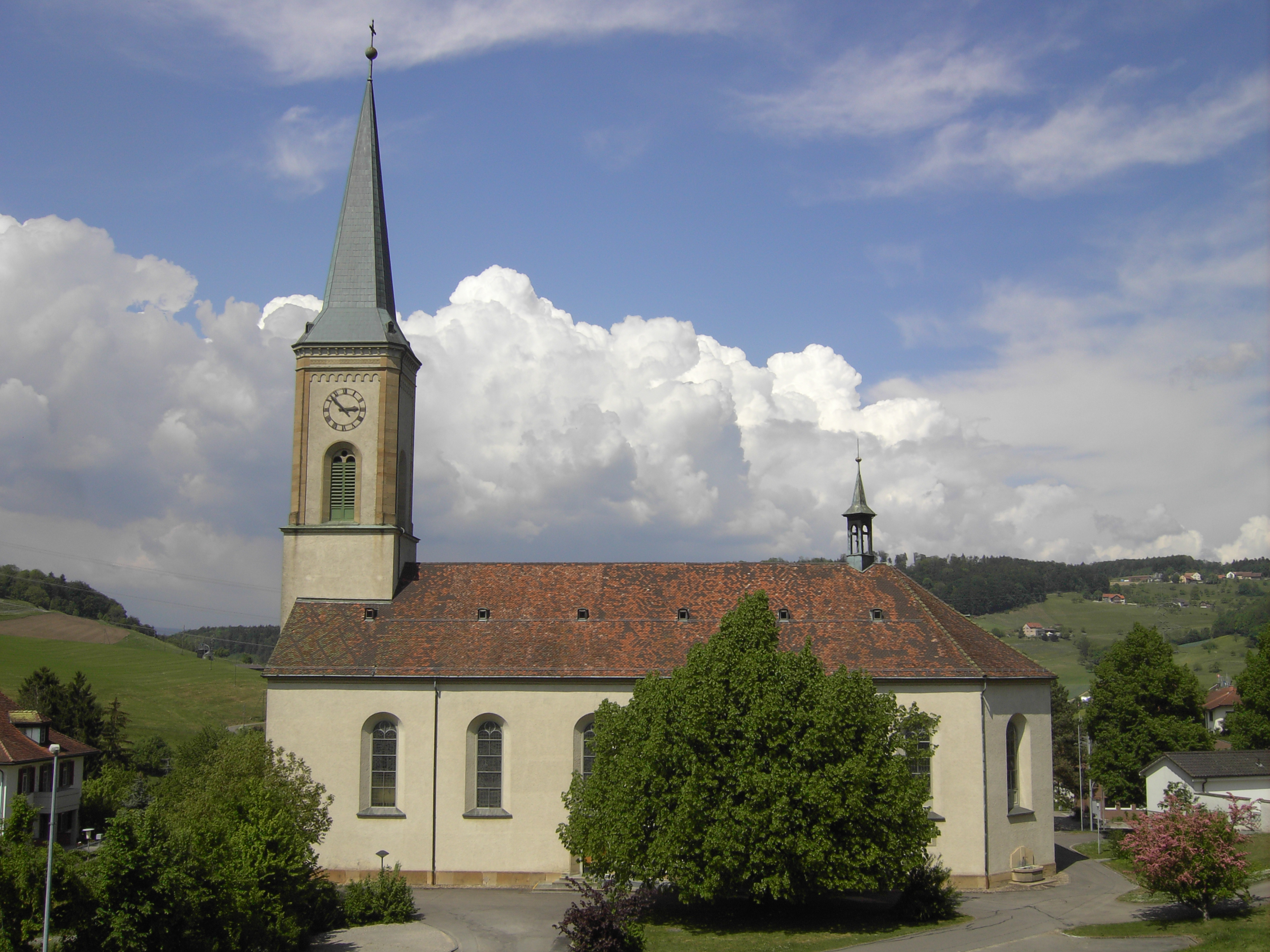
Kirche Sulz

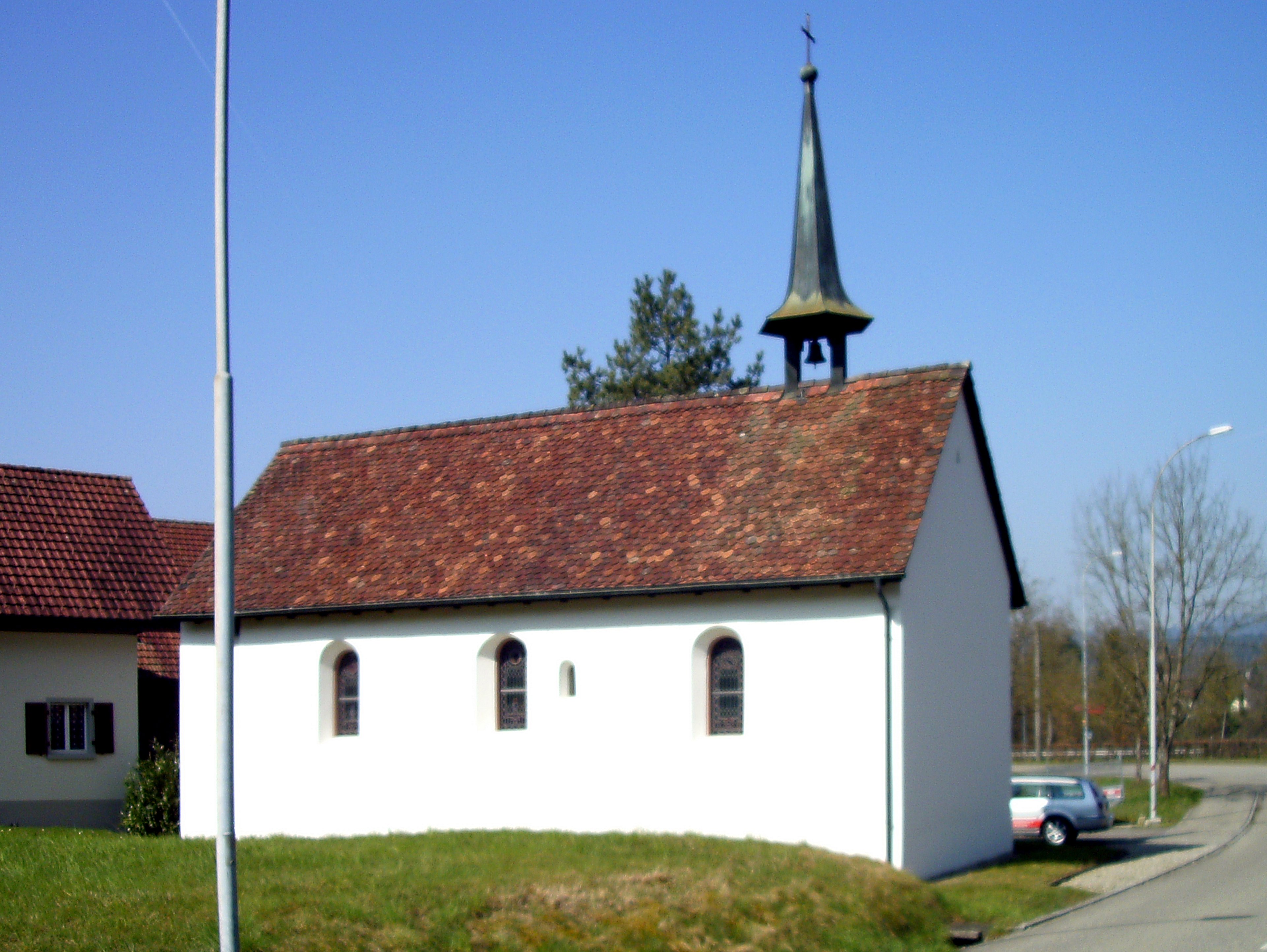
Kapelle St. Margaretha in Rheinsulz

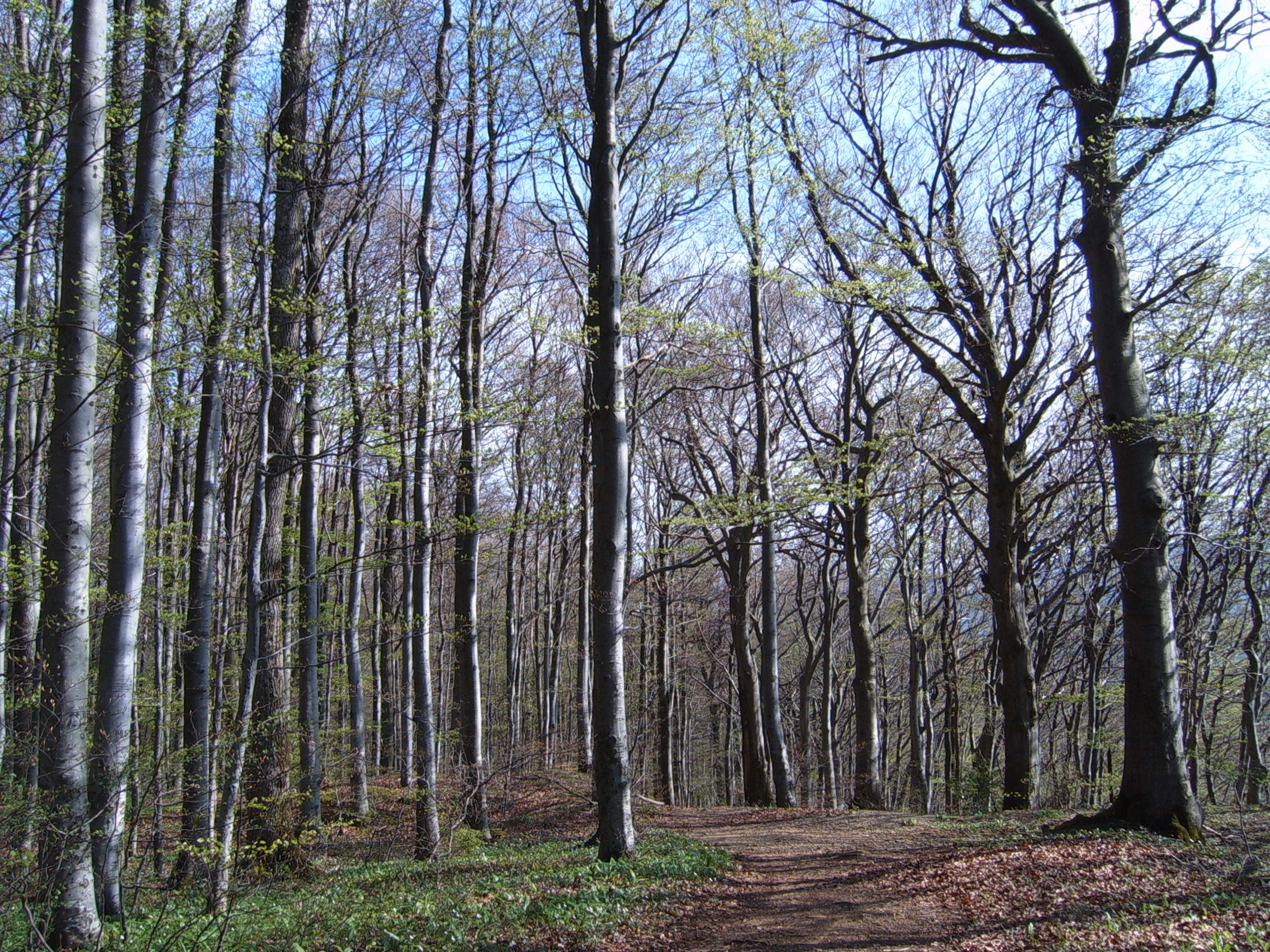
Der Fricktaler Höhenweg auf dem Schinberg

Die Einwohnerzahlen entwickelten sich wie folgt:
| Jahr      | 1803 | 1850 | 1900 | 1930 | 1950 | 1960 | 1970 | 1980 | 1990 | 2000 | 2009 |
| Einwohner | 670  | 1125 | 970  | 1008 | 1046 | 1022 | 1021 | 936  | 956  | 1122 | 1160 |

Am 31. Dezember 2008 lebten 1132 Menschen in Sulz, der Ausländeranteil betrug 9,9 %. Bei der Volkszählung 2000 bezeichneten sich 73,6 % als römisch-katholisch und 13,8 % als reformiert; 12,6 % waren konfessionslos oder gehörten anderen Glaubensrichtungen an. 91,4 % gaben Deutsch als ihre Hauptsprache an, 2,0 % Albanisch und 1,4 % Italienisch.

## Weinbau
Nachdem der Weinbau in Sulz um die Wende vom 19. zum 20. Jahrhundert aufgrund von Mehltau und Reblaus vollständig verschwunden war, erlebte er 1982 eine Renaissance. Damals wurde in der Germatt, in Südostlage zwischen Mittelsulz und Gansingen (Galten), ein neuer Rebberg angelegt. Im Jahr 2018 war eine Fläche von 4,2 Hektaren bestockt. Es werden sechs verschiedene Sorten angebaut, wobei Blauburgunder und Riesling × Sylvaner überwiegen. Neben alten Sulzer Sagen zeugen die ehemaligen Dorftrotten vom Rebbau in Sulz.

## Brauchtum
Der Pfingstsprützlig ist ein Pfingstbrauchtum, der jeweils am Pfingstsonntag in den Ortsteilen Bütz, Mittelsulz und Obersulz stattfindet. Eine in Laub gehüllte Gestalt zieht von Brunnen zu Brunnen und verspritzt Wasser als Verkörperung der Fruchtbarkeit.

## Verkehr
Die Ortschaft Rheinsulz liegt direkt an der Hauptstrasse 7 zwischen Basel und Winterthur. Dort zweigt eine Nebenstrasse ab, welche die einzelnen Dörfer des Tals miteinander verbindet und über die Ampferenhöhe nach Mönthal führt. 

### Öffentlicher Verkehr
Eine Postautolinie verbindet das Sulzertal mit dem Bahnhof Laufenburg.
- 141 Laufenburg, Bahnhof – Rheinsulz – Sulz – Obersulz, Hauptstrasse

Die Bahnlinie Laufenburg–Koblenz, die einen Bahnhof in Rheinsulz bediente, wurde am 28. Mai 1994 für den Personenverkehr stillgelegt; die Strecke wird teilweise noch für den Güterverkehr genutzt.

## Persönlichkeiten
- Anna Baltischwiler (1876–1952), Medizinerin
- Daniel Huwyler (* 1963), Radrennfahrer
- Beat Schumacher (* 1964), Radrennfahrer